# Estoril Challenger 1988
L'Estoril Challenger 1988 è stato un torneo di tennis facente parte della categoria ATP Challenger Series nell'ambito dell'ATP Challenger Series 1988. Il torneo si è giocato a Estoril in Portogallo dal 3 al 9 ottobre 1988 su campi in cemento.

## Vincitori

### Singolare
Javier Sánchez ha battuto in finale  Gianluca Pozzi con il punteggio di 4–6, 6–3, 6–2

### Doppio
João Cunha e Silva /  Jean-Philippe Fleurian hanno battuto in finale  Ivan Kley /  Fernando Roese con il punteggio di 7–6, 6–3